# 勒內·萊韋克1250號

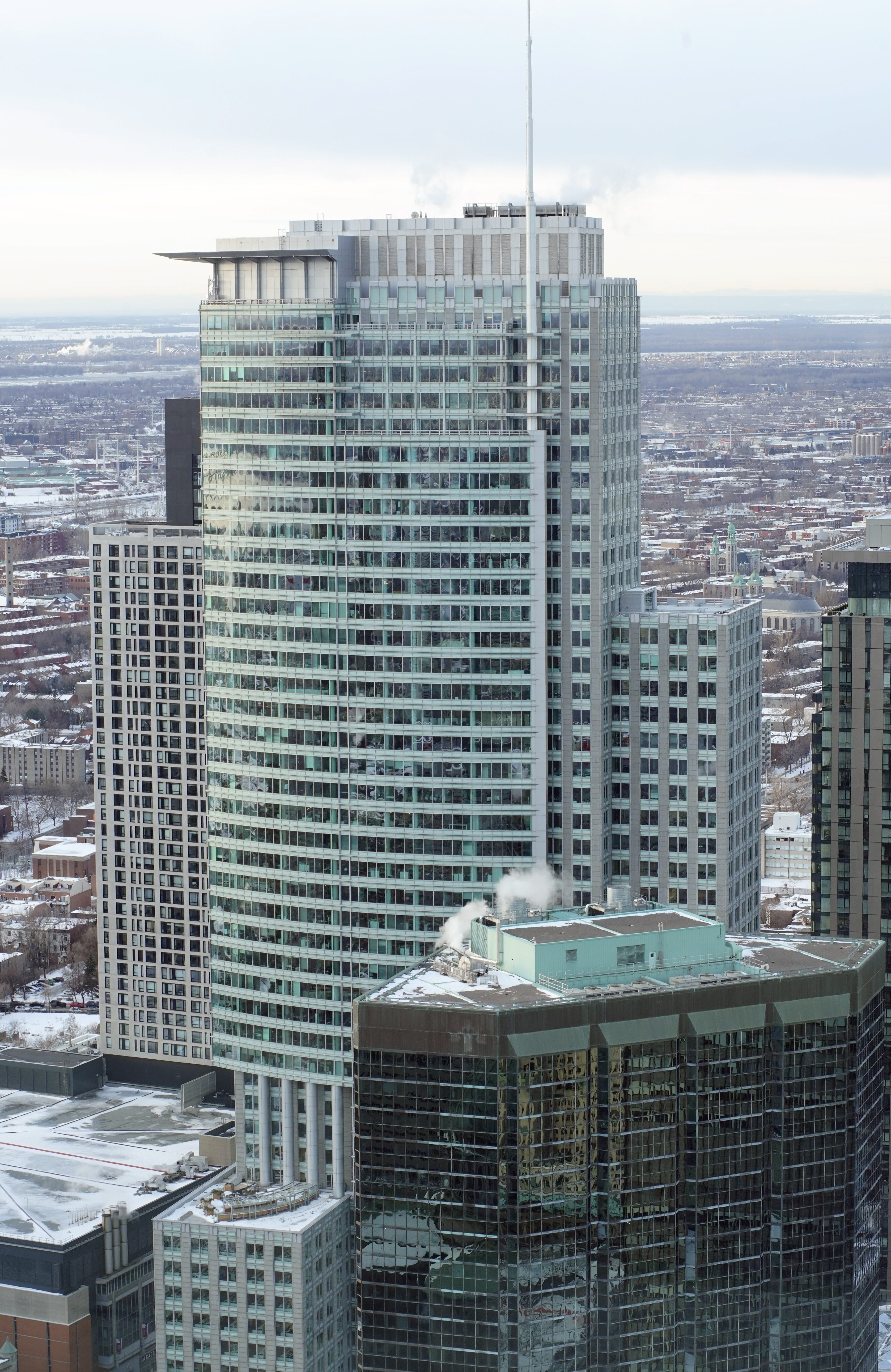
勒內·萊韋克1250號

勒內·萊韋克1250號（1250 René-Lévesque）是加拿大魁北克省蒙特婁的一座摩天大樓，位在勒內·萊韋克大道上。高226.5公尺、47層樓，是蒙特婁第一高樓。大樓由KPF建築事務所設計，1992年完工。